# Smrček
Smrček (en allemand : Smertschek) est une commune du district de Chrudim, dans la région de Pardubice, en République tchèque. Sa population s'élevait à 134 habitants en 2022.

## Géographie
Horka se trouve à 5 km au sud-ouest du centre de Chrast, à 12 km au sud-est de Chrudim, à 21 km au sud-sud-est de Pardubice et à 107 km à l'est-sud-est de Prague.
La commune est limitée par Zaječice au nord, par Horka à l'est, par Miřetice au sud et par Žumberk à l'ouest.

## Histoire
La première mention écrite de la localité date de 1349.

## Transports
Par la route, Smrček se trouve à 6 km de Chrast, à 14 km de Chrudim, à 24 km de Pardubice et à 136 km de Prague. 